# Día Meteorológico Mundial
El Día Meteorológico Mundial es una jornada conmemorativa que se celebra el 23 de marzo desde 1961, establecida en 1960 por la Organización Meteorológica Mundial (WMO, por sus siglas en inglés).

## Proclamación
La WMO fue fundada el 23 de marzo de 1950 y, al año siguiente, en su convención anual se estableció un tratado internacional que formuló los objetivos y el marco de trabajo de la organización, marcando el inicio de su actividad oficial como organismo intergubernamental y convirtiéndose en una agencia especializada de las Naciones Unidas responsable de la meteorología, hidrología y ciencias geofísicas. Sucedió a la Organización Meteorológica Internacional que no tenía una dimensión gubernamental. El día fue proclamado en la sesion 12.a del Comité Ejecutivo de WMO entre 27 de junio y 15 de julio de 1960.

## Celebración
Se celebra cada año el 23 de marzo, en conmemoración de la fecha en que su Convención entró en vigor. La primera celebración de este día tuvo lugar en 1961.Cada año se elige un tema diferente para reflexionar sobre cuestiones actuales relacionadas con el clima, el agua o la meteorología. Este día se observa con una variedad de actividades, como foros científicos y técnicos, conferencias, exhibiciones, simposios y debates.

## Temas
Resumen de temas establecidos desde 1961.
- 1961: Meteorología: temas generales
- 1962: Contribución de la meteorología a la agricultura y a la producción de alimentos
- 1963: Los transportes y la meteorología
- 1964: La meteorología, factor de desarrollo económico
- 1965: Cooperación internacional en relación con la meteorología
- 1966: La Vigilancia Meteorológica Mundial
- 1967: El tiempo y el agua
- 1968: La meteorología y la agricultura
- 1969: El valor económico de los servicios meteorológicos
- 1970: La enseñanza y la formación meteorológicas
- 1971: La meteorología y el medio ambiente humano
- 1972: Conferencia internacional del medio ambiente de OMM — Estocolmo
- 1973: Cien años de cooperación internacional en meteorología
- 1974: Meteorología y turismo
- 1975: Meteorología y telecomunicaciones
- 1976: La meteorología y la producción de alimentos
- 1977: El tiempo y el agua
- 1978: Meteorología e investigación para el futuro
- 1979: Meteorología y energía
- 1980: El hombre y la variabilidad climática
- 1981: La Vigilancia Meteorológica Mundial, instrumento del desarrollo
- 1982: Observando el tiempo desde el espacio
- 1983: El observador meteorológico
- 1984: La meteorología ayuda a producir alimentos
- 1985: Meteorología y seguridad pública
- 1986: Las variaciones climáticas, la sequía y la desertización
- 1987: La meteorología: un modelo de cooperación internacional
- 1988: La meteorología y los medios de comunicación
- 1989: La meteorología al servicio de la aviación
- 1990: Reducción de los desastres naturales: la ayuda que pueden prestar los servicios meteorológicos e hidrológicos
- 1991: La atmósfera del planeta viviente Tierra
- 1992: Servicios meteorológicos y climáticos para el desarrollo sostenible
- 1993: Meteorología y transferencia de tecnología
- 1994: La observación del tiempo y del clima
- 1995: Servicios meteorológicos para el público
- 1996: La meteorología y el deporte
- 1997: El tiempo y el agua en las ciudades
- 1998: El tiempo, los océanos y la actividad humana
- 1999: El tiempo, el clima y la salud[7]
- 2000: La Organización Meteorológica Mundial: 50 años de servicio[8]
- 2001: Voluntarios para el tiempo, el clima y el agua[9]
- 2002: Reducción de la vulnerabilidad a los fenómenos meteorológicos y climáticos extremos[10]
- 2003: Nuestro clima futuro[11]
- 2004: El tiempo, el clima y el agua en la era de la información[12]
- 2005: Tiempo, clima, agua y desarrollo sostenible[13]
- 2006: Prevención de los desastres naturales y atenuación de sus efectos[14][15]
- 2007: Meteorología polar: comprender los efectos a escala mundial[16][17]
- 2008: Observar nuestro planeta para un futuro mejor[18][19]
- 2009: El tiempo, el clima y el aire que respiramos[20][21]
- 2010: 60 años al servicio de su seguridad y bienestar[22][23]
- 2011: El clima y tú[24][25]
- 2012: El tiempo, el clima y el agua, motores de nuestro futuro[26][27]
- 2013: Vigilar el tiempo para proteger las vidas y los bienes: conmemorando los 50 años de la Vigilancia Meteorológica Mundial[28][29]
- 2014: Comprometiendo a los jóvenes con el tiempo y el clima[30] [31]
- 2015: Del conocimiento climático a la acción por el clima[32] [33]
- 2016: Más cálido, más seco, más húmedo. Afrontemos el futuro[34]
- 2017: Entendiendo las nubes[35]
- 2018: Listos para el tiempo,preparados para el clima[36]
- 2019: El sol, la Tierra y el tiempo[37]
- 2020: Cada gota cuenta (en inglés)[38]
- 2021: El océano, nuestro clima y tiempo (en inglés)[39]
- 2022: Alerta temprana y acción temprana (en inglés)[40]
- 2023: El futuro del tiempo, el clima y el agua a través de las generaciones (en inglés)[41]
- 2024: A la vanguardia de la acción por el clima[42]